# Emil Specht
Georg Emil Specht (* 6. Juli 1910 in Heidelberg, Deutsches Reich; † nach 1960) war ein deutscher Tontechniker beim heimischen Film.

## Leben und Wirken
Emil Specht ließ sich bereits als später Teenager zum Tontechniker ausbilden und stieß, noch keine 20 Jahre alt, als verantwortlicher Tonmann zum Film. Für die Aafa-Film aber auch mehrere andere kleine Produktionsfirmen überwachte der gebürtige Heidelberger bereits 1930, dem ersten Jahr mit überwiegender Tonfilmproduktion in Deutschland, die Tongebung bei einer Reihe von Unterhaltungsfilmproduktionen. Die kommenden anderthalb Jahrzehnte bis Kriegsende 1945 war Specht einer der gefragtesten Vertreter seines Berufsstandes und arbeitete dort mit Spitzenregisseuren wie G. W. Pabst, Richard Oswald, Arnold Fanck, Luis Trenker und Helmut Käutner zusammen. Bei Kriegsende nahm der in Berlin-Lichterfelde lebende Specht, der gelegentlich auch als Produktionsleiter gearbeitet hatte, weitestgehend Abschied von seiner alten Tätigkeit. Wann und wo er verstarb ist derzeit unbekannt.

## Filmografie
- 1930: Skandal um Eva
- 1930: Kohlhiesels Töchter
- 1930: Stürme über dem Montblanc
- 1930: Die zärtlichen Verwandten
- 1930: Der Bettelstudent
- 1930: Die Firma heiratet
- 1931: Der weiße Rausch
- 1931: Reserve hat Ruh’
- 1931: Meine Cousine aus Warschau
- 1931: Der Schlemihl
- 1932: Hasenklein kann nichts dafür
- 1932: Die elf Schill’schen Offiziere
- 1932: Husarenliebe
- 1932: Eine von uns
- 1932: Der große Bluff
- 1933: Der Judas von Tirol
- 1933: Glückliche Reise
- 1933: Der Page vom Dalmasse-Hotel
- 1934: Der Springer von Pontresina
- 1934: Petersburger Nächte
- 1935: Artisten
- 1935: Endstation
- 1935: Das Einmaleins der Liebe
- 1935: Der Dschungel ruft
- 1936: Weiße Sklaven
- 1936: Truxa
- 1937: Alarm in Peking
- 1937: Die Austernlilli
- 1937: Manege
- 1938: Die kleine und die große Liebe
- 1938: Narren im Schnee
- 1938: Das unsterbliche Herz
- 1938: Hinter Haremsgittern (La canción de Aixa)
- 1939: Die Frau ohne Vergangenheit
- 1939: Renate im Quartett
- 1939: Der Feuerteufel
- 1941: Komödianten
- 1941: Anuschka
- 1942: Kleine Residenz
- 1942: Paracelsus
- 1943: Man rede mir nicht von liebe
- 1944/48: Frech und verliebt
- 1944/49: Das Gesetz der Liebe
- 1944/49: Die Nacht der Zwölf
- 1945: Wo ist Herr Belling?
- 1951: Aufbau (kurzer Industriefilm)
- 1953: Vati macht Dummheiten (ungenannt)
- 1954: Frau Holle (ungenannt)